# Jana Žitňanská

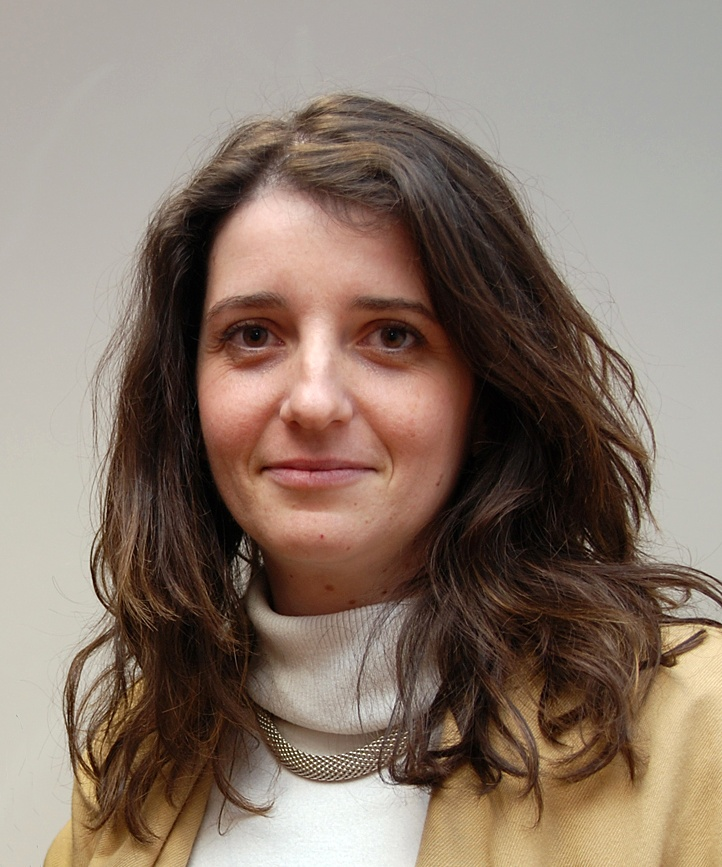
Jana Žitňanská

Jana Žitňanská (* 14. Mai 1974 in Bratislava) ist eine slowakische Politikerin der Partei Nová väčšina.

## Leben
Žitňanská war von 2014 bis 2019 Abgeordnete im Europäischen Parlament. Dort war sie Stellvertretende Vorsitzende im Ausschuss für die Rechte der Frau und die Gleichstellung der Geschlechter und Mitglied im Ausschuss für Beschäftigung und soziale Angelegenheiten, in der Delegation für die Beziehungen zu den Maghreb-Ländern und der Union des Arabischen Maghreb und in der Delegation in der Parlamentarischen Versammlung der Union für den Mittelmeerraum.